# Real-world economics review
real-world economics review ist eine elektronische wissenschaftliche Fachzeitschrift, die vom Netzwerk post-autistische Ökonomie veröffentlicht wird. Herausgeber ist Edward Fullbrook.
Die real-world economics review erscheint viermal im Jahr seit 2000. Die Zeitschrift wird per E-Mail verteilt und auf einer Webseite zur Verfügung gestellt, sie hieß anfangs post-autistic economics review. Die Zeitschrift gehört zur post-autistitc-economics (PAE) Bewegung und kritisiert vor allem die herrschende neoklassische Ökonomie. Es werden Beiträge verschiedener ökonomischer Schulen publiziert, in erster Linie der heterodoxen Ökonomie. Beitragende Wirtschaftswissenschaftler sind unter anderem James K. Galbraith, Robert Heilbroner, Chang Ha-joon, Richard Koo und Herman Daly.